# Nevermore
Nevermore – amerykańska grupa muzyczna wykonująca szeroko pojętą muzykę heavymetalową. Powstała w 1991 roku w Seattle w stanie Waszyngton z inicjatywy byłych członków zespołu Sanctuary: wokalisty Warrela Dane’a, basisty Jima Shepparda i gitarzysty Jeffa Loomisa. W początkowym okresie działalności muzyka prezentowana przez zespół zaliczana była do nurtu power i thrash metalu. Następnie grupa zwróciła się w stronę metalu progresywnego, metalu alternatywnego czy też groove metalu.
Pomimo zmian stylistycznych Nevermore wypracowało łatwo rozpoznawalny styl oparty na wokalizach Warrela Dane’a i wirtuozerskich partiach wieloletniego gitarzysty Jeffa Loomisa, który opuścił formację w 2011 roku. Do 2010 roku ukazało się osiem albumów studyjnych grupy pozytywnie ocenianych zarówno przez fanów, jak i krytyków muzycznych.
Od 2011 roku brak jest doniesień o działalności zespołu.

## Historia

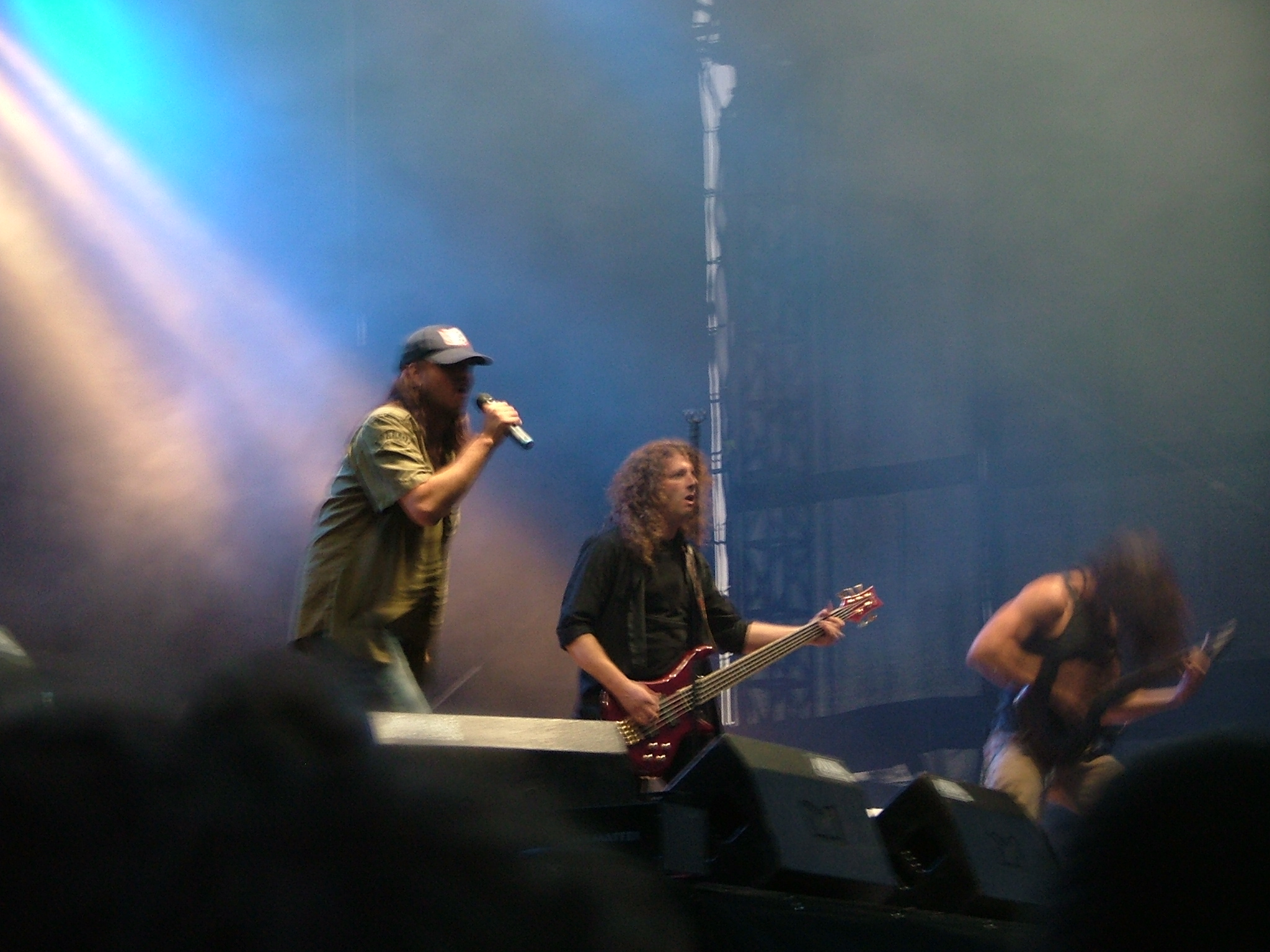
Od lewej: Warrel Dane, Tim Johnston i Chris Broderick podczas koncertu na festiwalu Summer Breeze w Dinkelsbühl 17 sierpnia 2007 roku

Grupa Nevermore powstała w 1991 roku w Seattle w stanie Waszyngton z inicjatywy byłych członków zespołu Sanctuary: wokalisty Warrela Dane’a, basisty Jima Shepparda i gitarzysty Jeffa Loomisa. W 1992 roku nakładem zespołu ukazało się pierwsze wydawnictwo zespołu pt. Utopia. W 1994 roku ukazało się drugie demo pt. 1994 demo. 1 stycznia 1995 roku nakładem Century Media Records ukazał się debiutancki album grupy zatytułowany Nevermore. 28 maja 1996 ukazał się minialbum In Memory. 23 lipca 1996 został wydany drugi album Nevermore pt. The Politics of Ecstasy. 6 stycznia 1999 ukazał się trzeci album formacji pt. Dreaming Neon Black. We wrześniu 2000 roku został wydany czwarty album formacji zatytułowany Dead Heart in a Dead World. Wydawnictwo ukazało się również we wzbogaconej wersji zawierającą teledysk do utworu „Next In Line”. Nagrania odbyły się w studiu Village w El Paso, w stanie Teksas we współpracy z producentem muzycznym Andym Sneapem. W ramach promocji zespół odbył trasę koncertową w Stanach Zjednoczonych wraz z In Flames i Shadows Fall.
Pod koniec 2001 roku zespół opuścił gitarzysta Curran Murphy, który dołączył do Annihilator. 29 lipca 2003 roku ukazał się szósty album grupy pt. Enemies of Reality. Płyta została zarejestrowana w rodzinnym mieście zespołu Seattle we współpracy z producentem muzycznym Kelly Grayem, który wcześniej poprzednio m.in. z Dokken i Queensrÿche. We wrześniu i październiku odbyło się europejskie tournée. Koncerty Nevermore poprzedziła szwedzka grupą death metalowa Arch Enemy. W kwietniu 2004 roku do zespołu dołączył gitarzysta Steve Smyth. Muzyk, który występował poprzednio w formacji Testament.

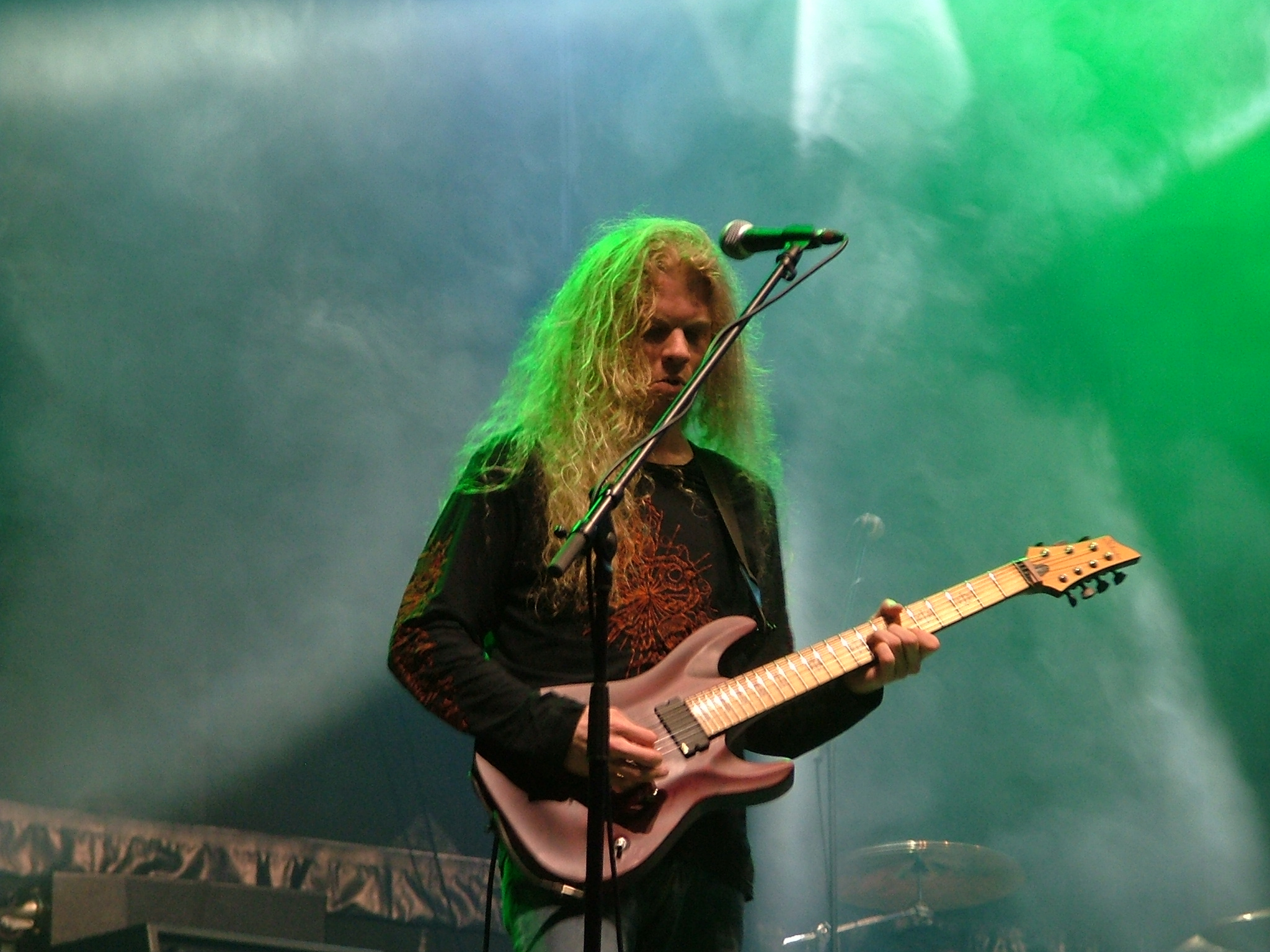
Jeff Loomis podczas koncertu na festiwalu Summer Breeze w Dinkelsbühl 17 sierpnia 2007 roku

26 lipca 2005 roku ukazał się siódmy album grupy pt. This Godless Endeavor. Utwory z przeznaczeniem na płytę zostały zarejestrowane w Backstage Studios we współpracy z producentem muzycznym Andym Sneapem. Okładkę wydawnictwa przygotował Hugh Syme, który współpracował poprzednio z zespołami autora Rush i Megadeth. W ramach promocji wydawnictwa został zrealizowane teledyski do utworów „Final Product” i „Born”. We wrześniu Nervemore odbyło trasę koncertową w Europie. Koncerty zespołu poprzedziły grupy Mercenary i Dew-Scented. W 2006 roku Chris Broderick zastąpił borykającego się z problemami zdrowotnymi Steve’a Smytha. Broderick wziął udział m.in. w występach zespołu podczas letnich festiwali Gods of Metal, Rock Hard, Sweden Rock i Rock Fest Belfast.
W kwietniu 2008 roku został wydany debiutancki album solowy wokalisty zespołu Warrela Dane’a pt. Praises to the War Machine. Na płycie ukazało się trzynaście kompozycji w tym dwie interpretacje z repertuary The Sisters of Mercy i Paula Simona. Gościnnie w nagraniach wziął udział m.in. James Murphy, który zagrał na gitarze w utworze tytułowym. Natomiast 30 września ukazał się solowy debiut gitarzysty Jeffa Loomisa zatytułowany Zero Order Phase. W nagraniach wziął udział był perkusista Nevermore Mark Arrington, który występował w zespole w latach 1993–1994. 20 października ukazało się pierwsze wydawnictwo DVD zespołu pt. The Year of the Voyager. Na wydawnictwie znalazły się koncert zespołu zarejestrowany 11 października 2006 roku w klubie Zeche w Bochum w Niemczech. Biletowany do 666 miejsc występ został zarejestrowany siedmioma kamerami w systemie Dolby Surround 5.1. 2 marca 2009 roku ukazała się pierwsza kompilacja nagrań zespołu pt. Manifesto of Nevermore. 8 czerwca 2010 roku ukazał się ósmy album studyjny zespołu zatytułowany The Obsidian Conspiracy. Na potrzebny wydawnictwa oprócz autorskich kompozycji zespołu muzycy zarejestrowali interpretacje z repertuaru The Doors i The Tea Party. Również w 2010 roku stanowisko drugiego gitarzysty objął Attila Vörös. W 2011 roku formację opuścili perkusista Van Williams oraz gitarzysta Jeff Loomis.

## Muzycy

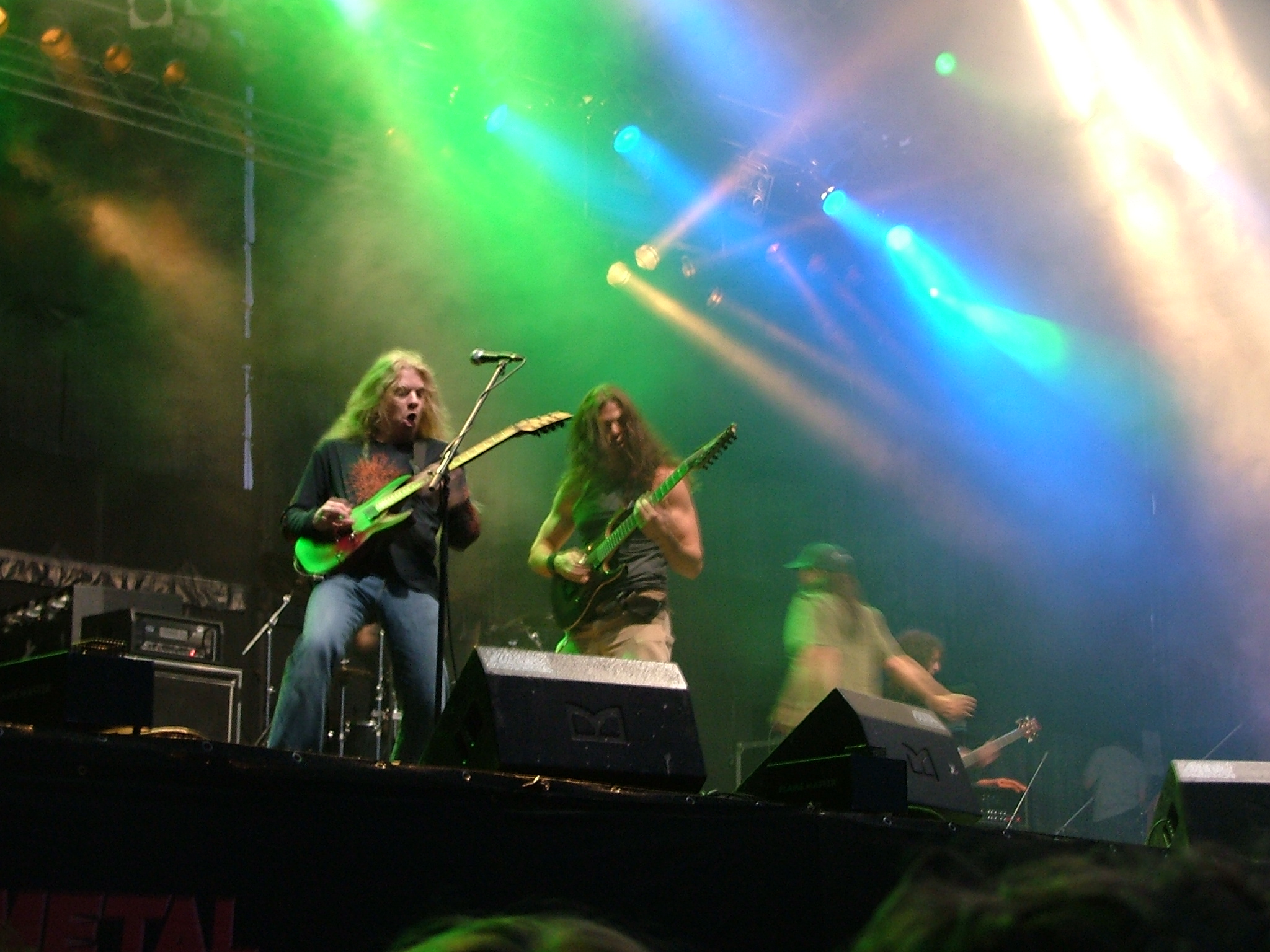
Od lewej: Jeff Loomis i Chris Broderick podczas koncertu na festiwalu Summer Breeze w Dinkelsbühl 17 sierpnia 2007 roku

| - Warrel Dane – śpiew (1991-2011) - Jim Sheppard – gitara basowa (1991-2011) - Dagna Silesia – gitara basowa (2011) - Attila Vörös – gitara (2010) - James MacDonough – gitara basowa (2006) - Chris Broderick – gitara (2001-2003, 2006, 2007) - Curran Murphy – gitara (2000-2001, 2003–2004) |  | - Mark Arrington – perkusja (1991–1995) - Pat O’Brien – gitara (1995–1997) - Tim Calvert – gitara (1997–2000) - Steve Smyth – gitara (2004–2007) - Jeff Loomis – gitara (1991–2011) - Tim Johnston – gitara basowa (2007) - Adam Gardner – perkusja (1991–1995) - Van Williams – perkusja (1995–2011) |

## Dyskografia

### Albumy studyjne
| Nevermore                   | - Data: 14 lutego 1995 - Wydawca: Century Media Records       | –   | –  | –  | –  | –  | –  | –  | –   | –  | –  |                 |
| In Memory (EP)              | - Data: 23 lipca 1996 - Wydawca: Century Media Records        | –   | –  | –  | –  | –  | –  | –  | –   | –  | –  |                 |
| The Politics of Ecstasy     | - Data: 5 listopada 1996 - Wydawca: Century Media Records     | –   | –  | –  | –  | –  | –  | –  | –   | –  | –  | - USA: 9 tys.+  |
| Dreaming Neon Black         | - Data: 26 stycznia 1999 - Wydawca: Century Media Records     | –   | –  | –  | –  | –  | –  | 80 | –   | –  | –  | - USA: 18 tys.+ |
| Dead Heart in a Dead World  | - Data: 17 października 2000 - Wydawca: Century Media Records | –   | –  | –  | –  | –  | –  | 57 | –   | –  | –  | - USA: 30 tys.+ |
| Enemies of Reality          | - Data: 29 lipca 2003 - Wydawca: Century Media Records        | –   | –  | 87 | –  | –  | –  | 34 | 130 | –  | –  | - USA: 24 tys.+ |
| This Godless Endeavor       | - Data: 26 lipca 2005 - Wydawca: Century Media Records        | –   | –  | 73 | –  | 63 | –  | 26 | 134 | 22 | –  | - USA: 5 tys.+  |
| The Obsidian Conspiracy     | - Data: 31 maja 2010 - Wydawca: Century Media Records         | 132 | 87 | 69 | 41 | 40 | 34 | 13 | 108 | 27 | 35 | - USA: 4 tys.+  |
| „–” album nie był notowany. |                                                               |     |    |    |    |    |    |    |     |    |    |                 |

### Inne
| Tytuł                                                                       | Dane dot. albumu                                          |
| --------------------------------------------------------------------------- | --------------------------------------------------------- |
| Utopia (demo)                                                               | - Data: 1992 - Wydawca: wydanie własne                    |
| 1994 demo (demo)                                                            | - Data: 1994 - Wydawca: wydanie własne                    |
| A Tribute to Judas Priest: Legends of Metal (kompilacja różnych wykonawców) | - Data: 23 września 1996 - Wydawca: Century Media Records |
| Believe in Nothing (singel)                                                 | - Data: 6 grudnia 2001 - Wydawca: Century Media Records   |
| Manifesto of Nevermore (kompilacja)                                         | - Data: 2 marca 2009 - Wydawca: Century Media Records     |

## Wideografia

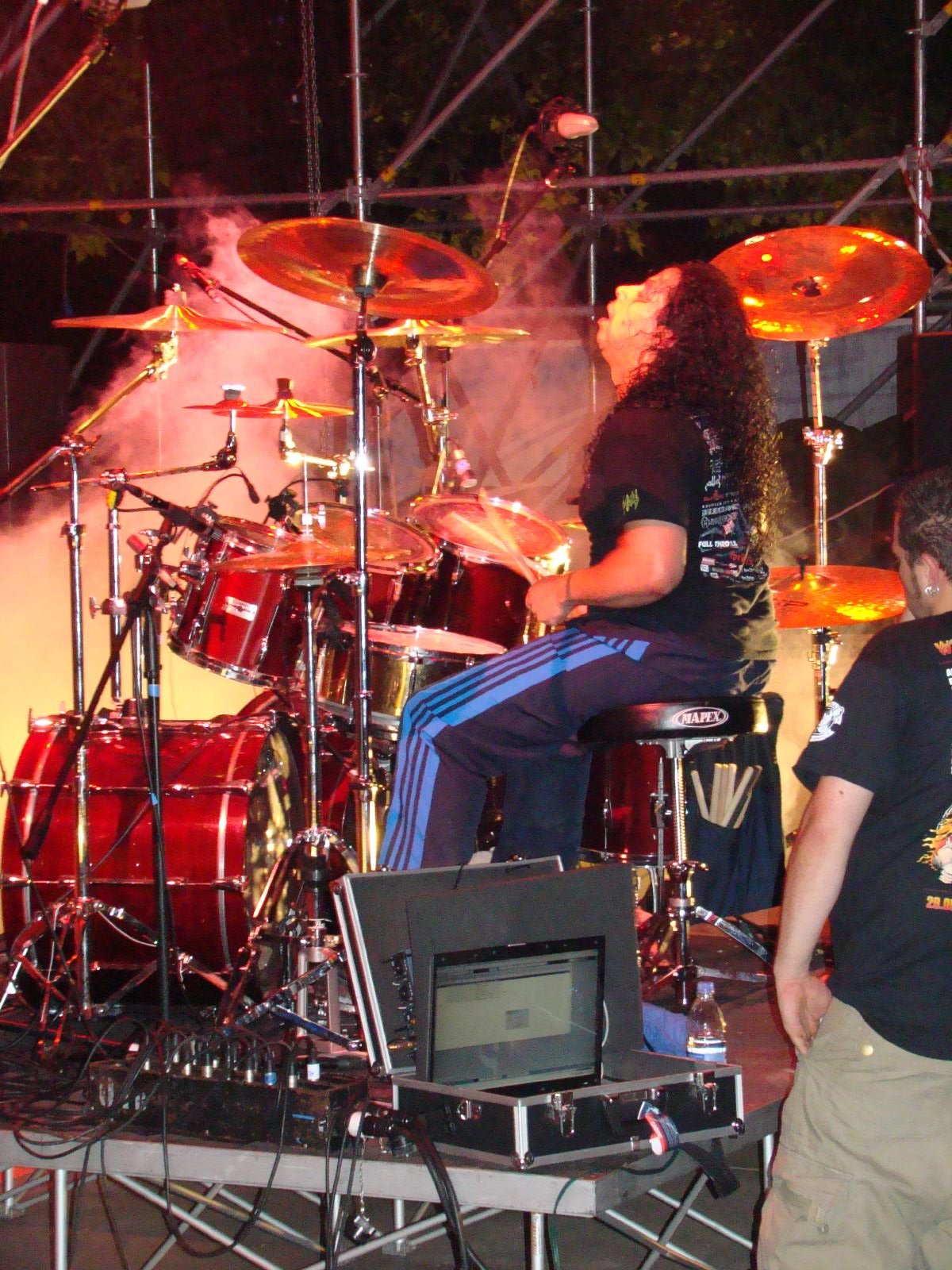
Van Williams podczas koncertu 7 lipca 2007 roku

| Tytuł                         | Dane dot. albumu                                              | Pozycja na liście |
| Tytuł                         | Dane dot. albumu                                              | SWE               |
| ----------------------------- | ------------------------------------------------------------- | ----------------- |
| The Year of the Voyager (DVD) | - Data: 20 października 2008 - Wydawca: Century Media Records | 10                |

## Teledyski
| Tytuł                    | Rok  | Reżyseria/Realizacja | Album                       |
| ------------------------ | ---- | -------------------- | --------------------------- |
| „What Tomorrow Knows”    | 1995 | –                    | Nevermore                   |
| „Next in Line”           | 1996 | –                    | The Politics Of Ecstasy     |
| „Believe in Nothing”     | 2000 | –                    | Dead Heart, In A Dead World |
| „Enemies of Reality”     | 2003 | –                    | Enemies Of Reality          |
| „I, Voyager”             | 2003 | –                    | Enemies Of Reality          |
| „Final Product”          | 2005 | Kevin Leonard        | This Godless Endeavor       |
| „Born”                   | 2005 | Derek Dale           | This Godless Endeavor       |
| „Emptiness Unobstructed” | 2010 | Nigel Crane          | The Obsidian Conspiracy     |